# Агхорі
Агхорі або Агхора (санскр. अघोर — безстрашність) — індуїстська аскетична релігійна секта. Засновником секти вважається Кіна Рама із Варанасі або Брама Гірі (учень Горакшанатха). Це містичне товариство відоме тим, що його адепти живуть у місцях, де спалюють померлих. Вони вкривають своє тіло попелом з похоронних багать, використовують людські кістки в своїх ритуалах. В Індії існує загальна думка про їхні магічні здібності. Сьогодні цей шлях духовного розвитку наслідує невелика група подвижників, найпопулярніший з них - Агхоресвар Баба Рам Бхагван, має учнів в США.

## Етимологія назви
Назва походить від іменника घोर (Гхор), що означає "страх", негативного префікса а- і закінчення прикметника -i, тому назва Агхорі етимологічно означає "безстрашний". Це пов'язано з типовою поведінкою членів секти, яким необхідно подолати страх і огиду, що, відповідно до їхніх вірувань, дає магічні сили. Це означало, що вони, в свою чергу, стали викликати страх і огиду, пов'язані з порушенням сильного табу в індуїзмі. Пізніше у санскриті і хінді виникло слово अघोरी (Агхорі), що означає брудне, огидне.

## Виникнення

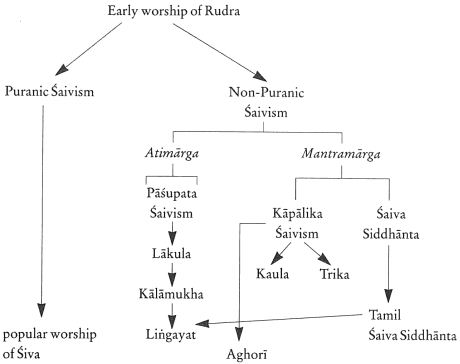
Місце Агхорі у шиваїзмі

Вважається, що рух Агхорі відділився від секти капаліків у чотирнадцятому столітті. Незважаючи на те, що вони схожі на тих подвижників з середньовічного Кашміру, Агхорі дотримуються традицій Кіна Рами, відомого подвижника з Варанасі, який - як відомо - жив 150 років і помер у другій половині сімнадцятого століття. Кіна Рама шанується як втілення індуїстського бога Шиви. Свамі Рама в описі традицій Агхорі спирається на Атхарва-веди.

## Спосіб життя
Агхорі концентруються на тантричних практиках вельми своєрідної властивості: члени секти поїдають в ритуальних цілях трупи людей, сплять на трупах, використовують для своїх ритуалів чаші з людських черепів, медитують на місцях кремації, вживають алкоголь і наркотики. На шиї агхорі носять намисто з кісток, а навколо їхніх геніталій обгорнутий ланцюг, що ставить хрест на дітородних функціях членів секти. Мало того, їм суворо заборонено торкатися до жінок — навіть до їхніх трупів. Тому, поїдаючи вкрадене з багаття мертве тіло, вони підбирають його з розпеченого вугілля ротом, щоб не торкатися до нього руками: раптом це труп жінки. Агхорі п'ють багато алкоголю (з людського черепа, який висить у них на ціпку з тризубом) і курять опіум. Це їм дозволено, тому що Шива (бог, якому вони поклоняються) теж курив опіум і пив алкоголь, сидячи на вершині Кайлас і «зупиняючи небесний потік своїм волоссям».

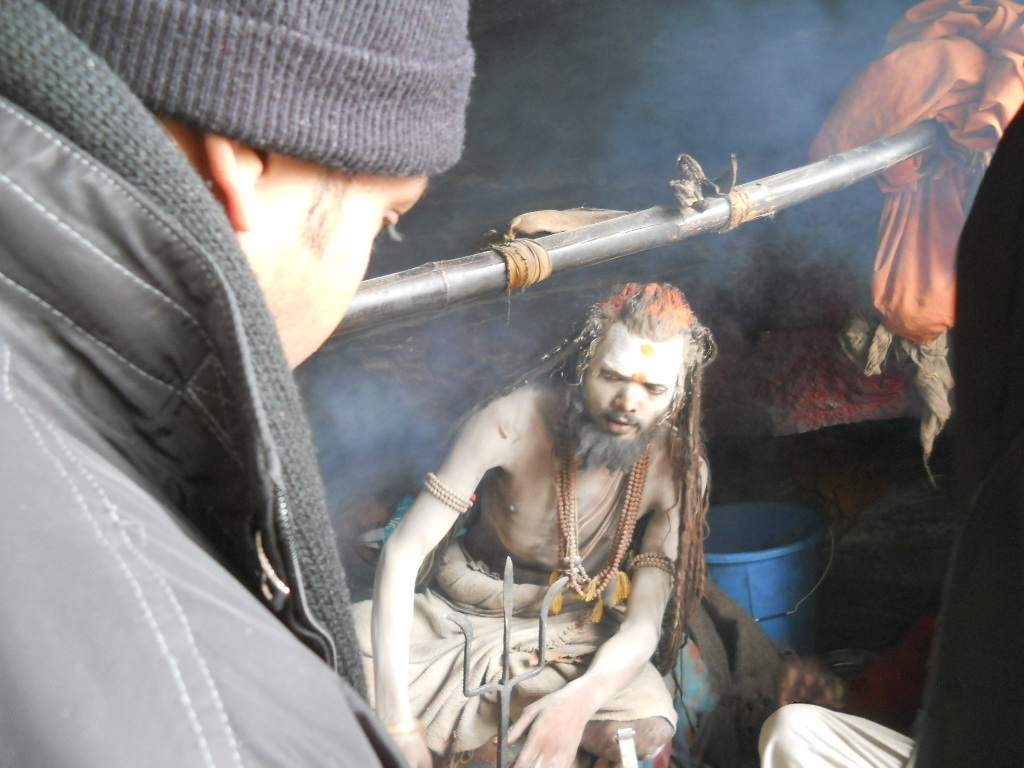
Адепт агхорі

Вся справа в тому, що для агхорі весь світ — це велике кладовище, де все, в тому числі і вони самі, вже мертві. Смерть — найгірше, що може трапитися з людиною, але за філософією агхорі вона вже настала, тому життя і його сенс набувають зовсім іншого звучання. Немає більше нічого хорошого, як і нічого поганого, ні брудного і чистого, огидного і прекрасного. Індуси бояться агхорі, тому що вірять: ті мають потужні магічні сили — сіддхи. Агхорі небезпечні, оскільки для них не існує межі між добром і злом, вони здатні на все і роблять, що хочуть.
Для агхорі немає «нічого святого», крім бога Шиви і богині смерті, або його жіночої іпостасі — Калі. Боги вимагають ритуалів, тому кожен місяць агхорі співають любовну пісню Шиві і з'їдають труп, щоб умилостивити Калі. Через це багато індусів взагалі відкидають агхорі, вважаючи, що ті не мають ніякого відношення до індуїзму. Самі ж агхорі впевнені, що саме такий шлях — порушення всіх норм і правил — є найкоротшим до досягнення духовного просвітлення і звільнення від уз мирських уподобань.

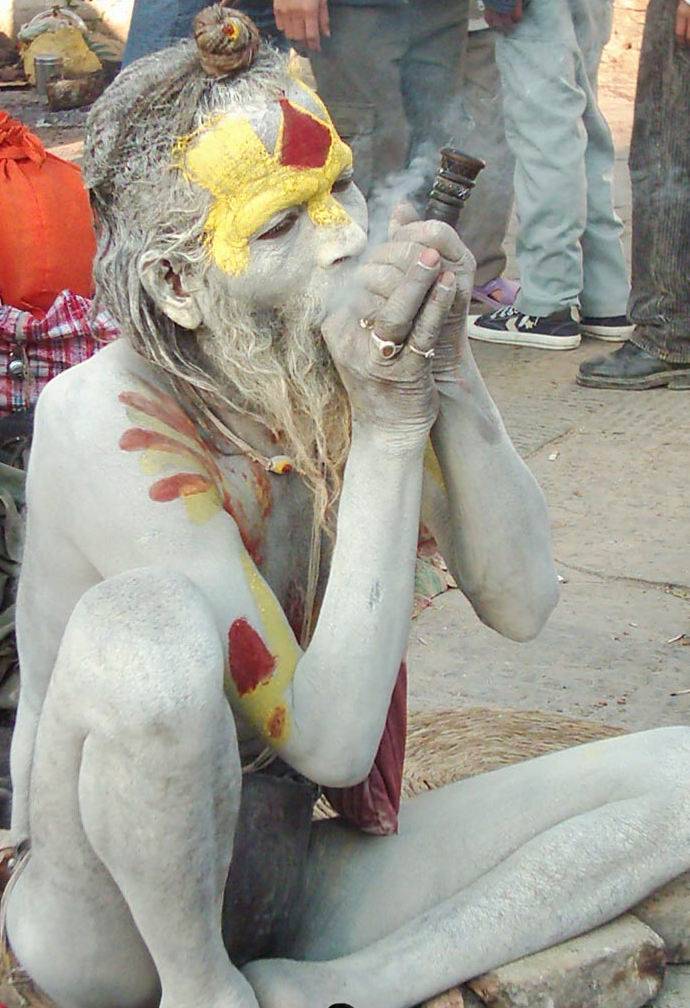
Агхорі

У сучасній Індії, як і в більшості інших країн, канібалізм переслідується законом, тому агхорі вкрай неохоче вступають в контакт з незнайомцями, а місцеві жителі їх відверто бояться. Але при цьому число агхорі зростає, так як багатьох приваблюють незвичайні практики. Цікаво, що агхорі куди більш дружелюбно відносяться до іноземців, ніж до своїх співвітчизників. Західних туристів приваблює незвичайний спосіб життя агхорі.
Агхорі можна зустріти по всій Індії, але в основному вони концентруються біля священного міста Тарапіт в Західній Бенгалії. Це один з головних центрів шиваїзму, куди індуси привозять тіла своїх мертвих для кремації. Багато агхорі можна зустріти і недалеко від Варанасі на Гангу. Їх легко впізнати за вкрай обірваним одягом і заплутаним брудним волоссям. У Тарапіті агхорі медитують на місцях кремації, обмазавшись попелом спалених, а під Варанасі виловлюють з Гангу частково розкладені тіла. Садху вірять, що поїдання частин трупів зупиняє старіння і дає людині додаткові можливості типу вміння левітації або керування погодою.
При цьому агхорі активно займаються благодійністю. Їхніми зусиллями було створено госпіталь для прокажених, де пройшли лікування сотні тисяч людей.
Незважаючи на заборону канібалізму, секта агхорі як така не перебуває поза законом. Індійська держава активно охороняє релігійне розмаїття. В результаті виникає складна колізія: оскільки ритуали агхорі пов'язані з канібалізмом, то для того щоб практикувати своє віровчення, агхорі змушені порушувати закон. Інша справа, що індійська поліція часто дивиться на це крізь пальці і члени секти рідко потрапляють за ґрати.